# Ramiz Mirichli
Ramiz Mirichli (en azéri Ramiz Aqil oğlu Mirişli, né le 16 avril 1934 à Nakhitchevan et mort le 17 avril 2015 à Bakou) est un compositeur azerbaïdjanais, Artiste du peuple de la RSS d’Azerbaïdjan.

## Biographie
Après avoir obtenu son diplôme d'études secondaires à Nakhitchevan, en 1952-1954, il s'installe à Bakou et étudie à l'école de musique Asaf Zeynally en classe de kamantcha. Plus tard il poursuit ses études en musique et en 1962, il obtient son diplôme du Conservatoire d'État d'Azerbaïdjan (classe de Djovdet Hadjiyev).
En 1962-1971, il dirige la rédaction musicale de la télévision d'État. De 1989 à 1995, il est directeur artistique de l'Ensemble national de chant et de danse d'Azerbaïdjan. Il enseigne au Conservatoire d'État d'Azerbaïdjan pendant plus de 20 ans.

## Œuvres
Durant ses années d'études, il crée un trio avec piano, un quatuor, des romances et un poème symphonique. Il écrit les opérettes Une fille kidnappée (1982) et Soyons  d’une famille (1983), Deux symphonies (1972, 1980), Symphony pour orchestre de chambre (1974), une pièce pour tar et orchestre symphonique, des suites et ouvertures pour orchestre folk-instrumental, suites pour ensemble de chant et de danse, pièces chorégraphiques pour écoliers et extraits musicaux pour pièces dramatiques "Printemps", "Conscience", "La lueur dans les montagnes". Il est l'auteur de musiques pour des représentations dramatiques et des films "Les pommes se ressemblent", "L’homme du foyer", "Vieux quai", "Gazelkhan", "Une invitation" et d'autres. Les chansons de Ramiz Mirishli ont été chantées par les chanteurs exceptionnels, tels que Rashid Behbudov, Shovkat Alakbarova, Zeynab Khanlarova et d'autres.